# 熱雷夫
51°9′39″N 28°55′9″E / 51.16083°N 28.91917°E

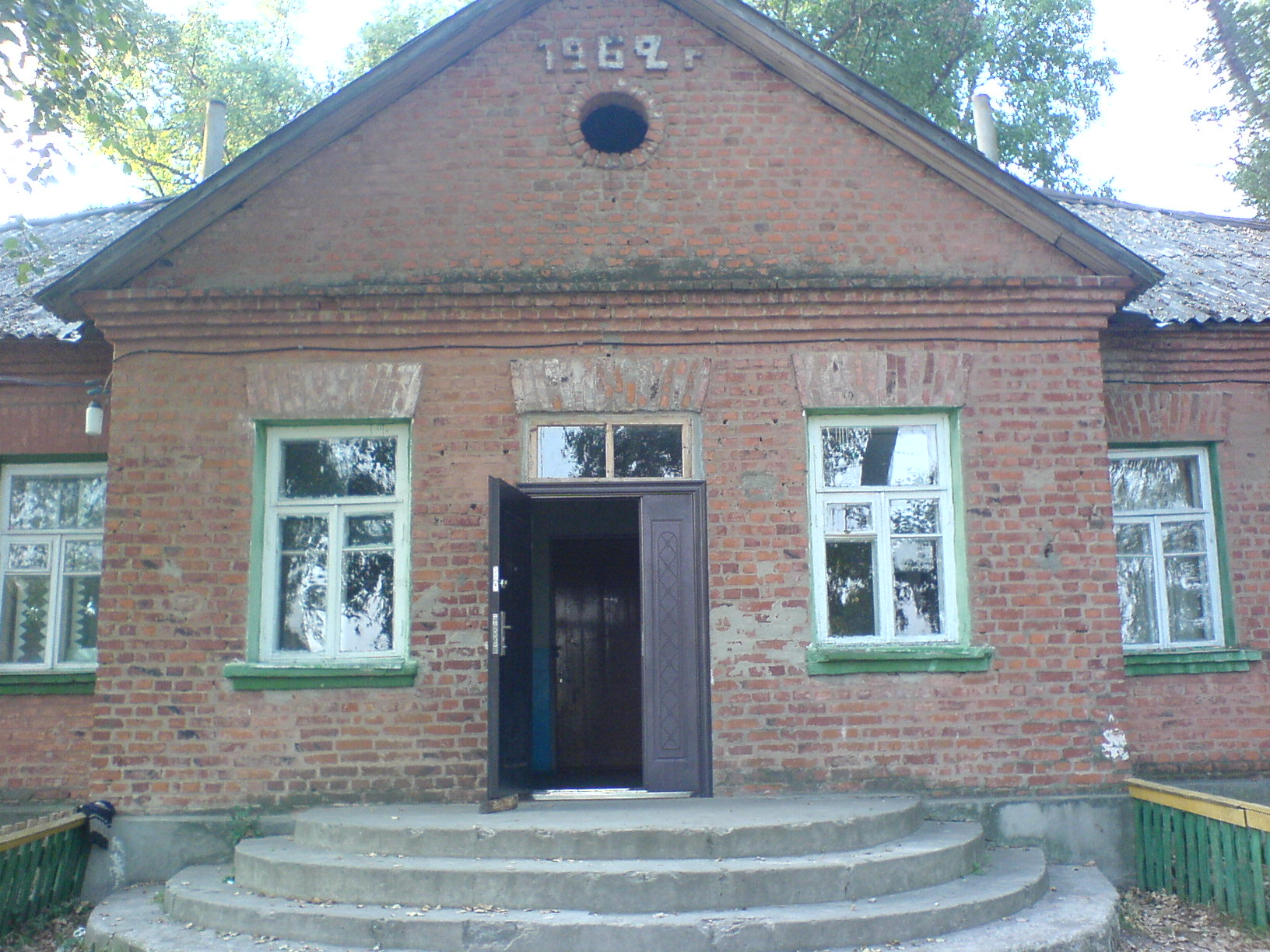
乡村俱乐部

熱雷夫（烏克蘭語：Жерев），是烏克蘭北部日托米爾州科羅斯堅區纳罗迪奇市镇内的村落。面積1.24平方公里，海拔高度138米，2001年人口248，人口密度每平方公里199.68人。